# Marcelo Augusto Mathias da Silva
Marcelo Augusto Mathias da Silva (Juiz de Fora, 26 agosto 1991 – La Unión, 28 novembre 2016) è stato un calciatore brasiliano, di ruolo difensore.

## Carriera
Ha giocato in Série A con Flamengo e Chapecoense.
È deceduto, insieme a gran parte della squadra, altri passeggeri e componenti dell'equipaggio, in seguito ad un incidente aereo avvenuto il 28 novembre in Colombia, mentre si stava recando con la squadra a Medellín per disputare la finale della Coppa Sudamericana.

## Palmarès

### Competizioni statali
- Campionato Carioca: 1

Flamengo: 2014
- Taça Guanabara: 1

Flamengo: 2014
- Campionato Catarinense: 1

Chapecoense: 2016

### Competizioni internazionali
- Coppa Sudamericana: 1

Chapecoense: 2016 (postumo)